# Route nationale 67bis
La route nationale 67bis (RN 67bis o N 67bis) è stata una strada nazionale francese del dipartimento dell'Alta Marna che partiva da La Cluse-et-Mijoux e terminava a Verrières-de-Joux. Rappresentava un collegamento tra la N67 (oggi N57) e la strada principale 10 che porta a Neuchâtel. Nel 1972 venne completamente declassata a D67bis.